# 九龍巴士89D線
九龍巴士89D線是香港一條來往烏溪沙站和藍田站的巴士路線，途經利安邨、錦英苑、馬鞍山市中心、耀安邨、亞公角、大老山隧道、彩虹邨、九龍灣、牛頭角及觀塘市中心。本線是目前5條兩邊總站均為港鐵重鐵車站而且總站名稱是以港鐵車站站名命名（即「XX站」或「XXX站」）的新界區全日專營巴士路線之一（另外4條為60M線、263線、290X線及930線），本線另設下列特別路線：
1. 89P線平日早上繁忙時間由馬鞍山市中心單向開往藍田站，離開馬鞍山新市鎮後經亞公角街沿大老山隧道直達九龍灣、牛頭角及觀塘市中心。
2. 89S線來往水泉澳及烏溪沙站，途經圓州角、小瀝源、亞公角、耀安邨、馬鞍山市中心、錦英苑及落禾沙。
3. X89D線逢星期一至五繁忙時間來往泥涌和觀塘碼頭，途經烏溪沙站、利安邨、錦英苑、大老山隧道、九龍灣商貿區及觀塘商貿區，不經馬鞍山市中心、耀安邨、亞公角街，以及九龍區的彩虹邨至觀塘市中心。

## 歷史
- 1993年10月11日：89D線投入服務，只於平日提供3班車，由利安單向開往藍田地鐵站，以空調巴士服務。
- 1994年5月16日：因應馬鞍山市中心一帶樓宇（如：新港城、海柏花園、雅典居）陸續入伙，提供平日繁忙時間雙向服務，加入非空調巴士行走。
- 1995年1月16日：提升至每天全日服務，並於非繁忙時間繞經小瀝源及廣源巴士總站，往利安方向不再繞經彩虹臨時巴士總站（現址為新蒲崗采頤花園旁邊的四美街巴士總站）。
- 1997年10月20日：配合九巴為大老山隧道巴士路線改善車廂空氣質素，再次以全線空調服務，成為九巴首條開辦時為全空調服務，後來加入普通巴士行走，再轉為全空調服務的非過海路線。
- 1999年4月1日：往利安方向不再繞經鳳德道及鑽石山站公共運輸交匯處。
- 1999年9月25日：非繁忙時間繞經小瀝源的班次，改為繞經黃泥頭公共運輸交匯處，不再途經廣源巴士總站。
- 2002年12月30日：89D馬鞍山市中心特別班次改稱89P線。
- 2004年12月18日，配合九廣鐵路馬鞍山鐵路（後改稱港鐵馬鞍山綫，現時改稱港鐵屯馬綫）啟用，新界區總站與40X線一併由利安延長至烏溪沙站公共運輸交匯處，並於錦龍苑及西沙路利安邨增設分站，以舒緩利安巴士總站的擠逼情況及方便新鴻基地產同系物業帝琴灣居民[10][11]。
- 2015年9月5日：增設到站時間預報。[12]
- 2017年7月1日：新增由亞公角街富安花園巴士站往烏溪沙站的分段收費。
- 2017年12月9日：89D線所有班次不再繞經廣源邨及黃泥頭，黃泥頭至馬鞍山一段的服務由新開辦的89S線（黃泥頭至烏溪沙站（循環線））取代[13]。
- 2018年2月5日：X89D線投入服務。開辦首年設$0.5全程車費優惠，折扣後全程車費為$10.0 （至翌年2月11日為止） [14][15]。
- 2018年4月30日：89D線取消星期一至五早上由馬鞍山市中心開出的特別班次[16]，由89P線提早頭班車至07:00[17]，X89D線增至三班車取代。[18]
- 2018年10月29日：X89D線增設回程服務，所有班次由烏溪沙站延長至馬鞍山（泥涌），同時早上班次增至五班車。[19]
- 2018年11月19日：89S線除星期一至五早上繁忙時間班次外，其餘班次總站延長至圓洲角（即威爾斯親王醫院門外巴士總站），所有班次皆提早15分鐘開出[20]。
- 2019年10月4日：X89D線早上班次增至六班車，下午班次增至四班車[21]。
- 2021年9月1日：89S線星期一至五早上繁忙時間特別班次改由水泉澳開出，並提早10分鐘開出。[22]
- 2021年11月29日：X89D線新增星期一至五07:34特別班次，由泥涌往觀塘碼頭，繞經耀沙路及烏溪沙路。[23]
- 2022年1月3日：89P線特別班次取消08:15班次。
- 2024年6月16日：89D線來回方向及89S線往烏溪沙站方向於馬鞍山路近錦駿苑增設中途站。[24][25]
- 2024年12月9日：89P線新增不經富安花園及亞公角街之特別班次。
- 2024年12月22日：89S線除星期一至五早上繁忙時間班次外，其餘班次改為雙向來往水泉澳及烏溪沙站，來回方向繞經落禾沙，往水泉澳方向不經馬鞍山繞道。

## 服務時間及班次
89D
| 烏溪沙站開       | 烏溪沙站開  | 烏溪沙站開   | 藍田站開         | 藍田站開    | 藍田站開     |
| 日期             | 服務時間    | 班次（分鐘） | 日期             | 服務時間    | 班次（分鐘） |
| ---------------- | ----------- | ------------ | ---------------- | ----------- | ------------ |
| 星期一至五       | 05:30       | 05:30        | 星期一至五       | 05:50-06:35 | 15           |
| 星期一至五       | 05:42-06:02 | 10           | 星期一至五       | 06:35-07:15 | 13/14        |
| 星期一至五       | 06:02-06:30 | 7            | 星期一至五       | 07:15-10:00 | 15           |
| 星期一至五       | 06:30-07:00 | 6            | 星期一至五       | 10:00-12:00 | 20           |
| 星期一至五       | 07:00-09:00 | 10           | 星期一至五       | 12:00-13:00 | 15           |
| 星期一至五       | 09:00-09:36 | 6            | 星期一至五       | 13:00-16:50 | 10           |
| 星期一至五       | 09:36-10:00 | 8            | 星期一至五       | 16:50-17:18 | 7            |
| 星期一至五       | 10:00-11:00 | 12           | 星期一至五       | 17:18-20:00 | 3-5          |
| 星期一至五       | 11:00-12:00 | 10           | 星期一至五       | 20:00-22:00 | 8            |
| 星期一至五       | 12:00-13:00 | 12           | 星期一至五       | 22:00-22:30 | 10           |
| 星期一至五       | 13:00-14:00 | 15           | 星期一至五       | 22:30-23:30 | 12           |
| 星期一至五       | 14:00-16:00 | 12           | 星期一至五       | 23:30-00:10 | 20           |
| 星期一至五       | 16:00-18:00 | 10           |                  |             |              |
| 星期一至五       | 18:00-20:00 | 15           |                  |             |              |
| 星期一至五       | 20:00-00:00 | 20           |                  |             |              |
| 星期六           | 05:30       | 05:30        | 星期六           | 05:50-06:50 | 20           |
| 星期六           | 05:45-06:25 | 10           | 星期六           | 06:50-07:35 | 15           |
| 星期六           | 06:25-12:50 | 8/9          | 星期六           | 07:35-12:23 | 12           |
| 星期六           | 12:50-16:20 | 10           | 星期六           | 12:23-14:10 | 7/8          |
| 星期六           | 16:20-18:12 | 8            | 星期六           | 14:10-16:00 | 10           |
| 星期六           | 18:12-18:30 | 9            | 星期六           | 16:00-18:00 | 8            |
| 星期六           | 18:30-20:30 | 12           | 星期六           | 18:00-18:30 | 6            |
| 星期六           | 20:30-22:00 | 15           | 星期六           | 18:30-19:50 | 8            |
| 星期六           | 22:00-00:00 | 20           | 星期六           | 19:50-21:00 | 10           |
|                  |             |              | 星期六           | 21:00-23:00 | 8            |
| 23:00-23:10      | 10          |              | 星期六           |             |              |
| 23:10-00:10      | 15          |              | 星期六           |             |              |
| 星期日及公眾假期 | 05:30-06:30 | 20           | 星期日及公眾假期 | 05:50-07:30 | 25           |
| 星期日及公眾假期 | 06:30-08:00 | 15           | 星期日及公眾假期 | 07:30-08:10 | 20           |
| 星期日及公眾假期 | 08:00-08:48 | 12           | 星期日及公眾假期 | 08:10-12:10 | 15           |
| 星期日及公眾假期 | 08:48-08:58 | 10           | 星期日及公眾假期 | 12:10-14:00 | 10           |
| 星期日及公眾假期 | 08:58-11:40 | 8/9          | 星期日及公眾假期 | 14:00-15:00 | 12           |
| 星期日及公眾假期 | 11:40-17:00 | 10           | 星期日及公眾假期 | 15:00-16:00 | 10           |
| 星期日及公眾假期 | 17:00-22:00 | 12           | 星期日及公眾假期 | 16:00-17:00 | 8/9          |
| 星期日及公眾假期 | 22:00-00:00 | 20           | 星期日及公眾假期 | 17:00-22:10 | 10           |
|                  |             |              | 星期日及公眾假期 | 22:10-00:10 | 15           |

89P
- 馬鞍山市中心開：
  - 星期一至五：07:00、07:10、07:20、07:30、07:40、07:45、07:50、07:55、08:00、08:05、08:10、08:15、08:20、08:25、08:30、08:40、08:50
  - 星期六：07:25、07:37、07:50、08:02、08:15、08:27、08:40
- 恆康街（耀安邨耀謙樓）開：
  - 星期一至五：08:00

紅字班次不經亞公角街
星期日及公眾假期不設服務
89S
| 水泉澳開                     | 水泉澳開    | 水泉澳開     | 烏溪沙站開       | 烏溪沙站開  | 烏溪沙站開   |
| 日期                         | 服務時間    | 班次（分鐘） | 日期             | 服務時間    | 班次（分鐘） |
| ---------------------------- | ----------- | ------------ | ---------------- | ----------- | ------------ |
| 星期一至五上課日             | 06:35       | 06:35        | 星期一至六       | 09:45-15:45 | 20           |
| 星期一至五上課日             | 06:55-07:40 | 15           | 星期一至六       | 15:45-23:15 | 30           |
| 星期一至五上課日             | 09:45-15:45 | 20           |                  |             |              |
| 星期一至五上課日             | 15:45-22:45 | 30           |                  |             |              |
| 星期一至五之學校假期及星期六 | 09:45-15:45 | 20           |                  |             |              |
| 星期一至五之學校假期及星期六 | 15:45-22:45 | 30           |                  |             |              |
| 星期日及公眾假期             | 09:45-15:45 | 20           | 星期日及公眾假期 | 09:45-15:45 | 20           |
| 星期日及公眾假期             | 15:45-17:45 | 30           | 星期日及公眾假期 | 15:45-18:15 | 30           |

- 綠字班次不經圓洲角及落禾沙

X89D
- 星期一至五：
  - 泥涌開：07:00、07:10、07:20、07:29、07:34、07:46、07:53、08:00
  - 觀塘碼頭開：17:40、17:50、18:00、18:12、18:25

粗體字的班次加經耀沙路及烏溪沙路
星期六、日及公眾假期不設服務

## 收費
| 路線 | 全程收費 | 分段收費                                                                                               |
| ---- | -------- | --- |
| 89D  | $9.8     | - 大老山隧道收費廣場往藍田站：$7.8 - 過大老山隧道後往藍田站／烏溪沙站：$7.1 - 富安花園往烏溪沙站：$4.8 |
| 89P  | $9.8     | - 過大老山隧道後往藍田站：$7.1                                                                         |
| 89S  | $7.1     | - 不設分段收費                                                                                         |
| X89D | $11.1    | - 過大老山隧道後往觀塘碼頭／泥涌：$7.1 - 耀安邨耀遜樓往泥涌：$4.8                                      |

| - 本線設有12歲以下小童及65歲或以上長者半價優惠。 - 65歲或以上香港居民使用「樂悠咭」，以及12歲以下合資格殘疾兒童使用「殘疾人士身份」個人八達通繳付車資，均可享有每程$2.0或半價（以較低者為準）的票價優惠；12至64歲合資格殘疾人士使用「殘疾人士身份」個人八達通（包括「樂悠咭」），以及60至64歲香港居民使用「樂悠咭」繳付車資，均可享有每程$2.0或全費（以較低者為準）的票價優惠。 - 65歲或以上長者如使用長者或一般個人八達通繳付車資，則只可享有半價優惠；12至64歲合資格殘疾人士如不使用「殘疾人士身份」個人八達通，以及60至64歲人士如不使用「樂悠咭」繳付車資，必須繳付全費。 - 乘客可以現金或八達通於上車時付款，不設找續。 - 每位成人乘客可免費攜帶最多兩名4歲以下而不佔座位的兒童乘客乘車，超額之4歲以下小童必須繳付小童車費乘車。 - 持有「九巴月票」之乘客在車票有效期內，每日可享最多10程任何九龍巴士及龍運巴士路線（包括本路線，以及聯營路線的九龍巴士／龍運巴士提供的班次；惟乘搭機場「A」及「NA」線則可享原價二七折優惠（不會計算每天10次合資格車程））；而B1線則每日可享最多各2程（不會計算每天10次合資格車程）。 - 九龍巴士、城巴、龍運巴士及陽光巴士全職員工及家屬（不包括外判職員）可免費乘搭本路線，惟必須拍職員或職員家屬八達通。 - 乘客亦可透過多元化電子支付系統（e度嘟）繳付車資，包括使用非接觸式VISA卡、JCB卡、萬事達卡、銀聯卡、美國運通、大來國際、Discover Card、Apple Pay、Google Pay、Samsung Pay、AlipayHK「易乘碼」、支付寶、WeChatHK／微信支付「搭車碼」、銀聯雲閃付「乘車碼」及BOC Pay「乘車碼」。乘客使用此付款方式，使用此支付方式的乘客可享有中途下車之分段收費，以及與其他九巴／龍運獨營路線或聯營線九巴／龍運班次之轉乘優惠，惟不適用於與非九巴／龍運路線之轉乘優惠，亦不能享有「公共交通費用補貼計劃」及「長者及合資格殘疾人士公共交通票價優惠計劃」。 |

### 八達通巴士轉乘計劃
乘客登上本線後150分鐘內以同一張八達通卡轉乘以下路線，或從以下路線登車後150分鐘內以同一張八達通卡轉乘本線，次程可獲車資折扣優惠：
89D/P←→九龍市區路線，次程可獲$4.2折扣優惠
- 89D/P往藍田站 → 3M、13M、14B、15A、16M、23M、28B、29M、213M/S或216M
- 3M、13M、14B、15A、16M、23M、28B、29M、213M/S或216M → 89D往烏溪沙站

89D/P←→14X
- 89D/P往藍田站 → 14X往鯉魚門，次程可獲$4.4折扣優惠
- 14X往尖沙咀 → 89D往烏溪沙站，次程可獲$7.4折扣優惠

89D/P←→將軍澳／西貢／清水灣路線，次程可獲$4.2折扣優惠
- 89D/P往藍田站 → 91、91M/P、92、98、98A、290(A/B)/290X或296A往將軍澳／西貢／清水灣
- 91、91M/P、92、98、98A、290(A/B/X)或296A往九龍 → 89D往烏溪沙站

89D/P←→任何九巴大老山隧道隧道非過海路線，次程可獲$4.2折扣優惠
89D/P←→277X、277E/P
- 89D往烏溪沙站 → 277X往聯和墟，兩程總車資$14.8
- 89D往烏溪沙站 → 277E/P往天平邨，兩程總車資$15.5
- 277X、277E/P往藍田站 → 89D/P往藍田站，次程車資全免

## 使用車輛
本線開辦初期，由九巴沙田車廠負責派車行走，用車為丹尼士巨龍11米空調巴士（AD），增設非空調巴士服務後，採用丹尼士統治者（DM）和丹尼士巨龍11米（S3N）非空調巴士。再次提供全線空調服務後，以簇新富豪奧林比安12米（3AV）及丹尼士巨龍12米（3AD）為主力，其後分別換入配上亞歷山大和傲群車身的富豪超級奧林比安12米超低地台巴士（3ASV），代替富豪奧林比安12米巴士。
為配合行走市區繁忙路段的路線須使用較環保的巴士行走，本線所有超低地台巴士由2000年代中期開始，被換到87B線、215X線及680線，並以配備歐盟二型引擎的同款巴士，以及分別配上亞歷山大和都普車身的丹尼士三叉戟三型12米（ATR）所取代。直到2011年5月25日起換入兩部歐盟四型亞歷山大丹尼士Enviro 500 12米（ATEU）及1輛歐盟五型富豪B9TL 12米（AVBWU）低地台巴士，是來往沙田至東九龍的巴士路線中，首條有超直巴士作掛牌的路線及使用較環保的巴士行走。2012年2月14日1輛歐盟五型富豪B9TL 12米（AVBWU）低地台巴士一度被調走，直至同年4月28日重新換入1輛歐盟五型富豪B9TL 12米（AVBWU251/RH8025）低地台巴士，但已於2012年11月17日被調往680線，由原86K線的富豪奧林比安12米（3AV335/HH4757）取代。
現時本線使用21輛亞歷山大丹尼士Enviro 500 MMC（12輛12米ATENU及9輛12.8米3ATENU）、2輛富豪B9TL 12米（AVBWU）及10輛富豪B8L （2輛12米V6B及8輛12.8米V6X），由沙田車廠及九龍灣車廠聯合派車。部份派車需柯打43X線。
| 車隊編號  | 車牌   |
| --------- | ------ |
| ATENU216  | SK9190 |
| ATENU246  | SL9106 |
| ATENU282  | SR9833 |
| ATENU301  | SU2577 |
| ATENU748  | TS3718 |
| ATENU908  | TX8374 |
| ATENU913  | TY853  |
| ATENU976  | UB2669 |
| ATENU987  | UB8102 |
| ATENU1012 | UC2954 |
| ATENU1023 | UC4461 |
| ATENU1030 | UC5404 |
| AVBWU669  | VB6984 |
| AVBWU689  | VC5270 |
| 3ATENU23  | TX917  |
| 3ATENU25  | TX2138 |
| 3ATENU27  | TX3054 |
| 3ATENU28  | TX3576 |
| 3ATENU30  | TX3747 |
| 3ATENU54  | UD1836 |
| 3ATENU58  | UD2480 |
| 3ATENU62  | UD6473 |
| 3ATENU69  | UE4577 |
| V6B149    | WT7038 |
| V6B159    | WZ8918 |
| V6X52     | XE 674 |
| V6X56     | XE1523 |
| V6X65     | XE 855 |
| V6X67     | XE 554 |
| V6X80     | XG5915 |
| V6X83     | XG5729 |
| V6X94     | XH 199 |
| V6X108    | XJ 286 |

89S線由89D線抽調4輛巴士行走。

## 行車路線
89D

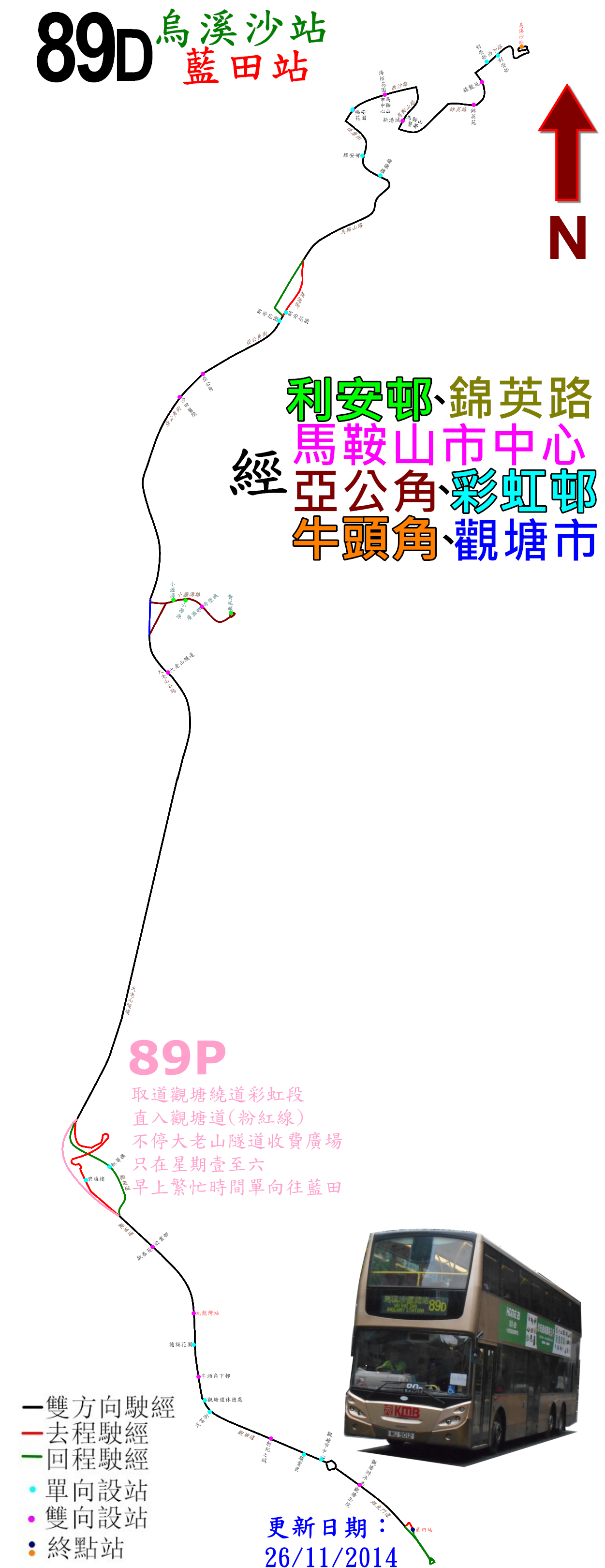
此線的走線圖，當中棕線表示僅在非繁忙時間才繞經的，另外粉紅色表示89P駛經的路段

烏溪沙站開經：沙安街、西沙路、錦英路、馬鞍山路、西沙路、恆康街、馬鞍山路、恆德街、亞公角街、石門交匯處、大老山公路、大老山隧道、斧山道、迴旋處、斧山道、斧山道天橋、彩虹道、彩虹通道、太子道東、觀塘道、觀塘道下通道、觀塘道及鯉魚門道。
藍田站開經：鯉魚門道、迴旋處、鯉魚門道、觀塘道、彩虹交匯處、龍翔道、大老山隧道、大老山公路、石門交匯處、亞公角街、恆信街、恆泰路、馬鞍山路、恆康街、西沙路、馬鞍山路、錦英路、西沙路及沙安街。
逢星期一至五17:20-19:30（假日除外）部份由藍田站開出的班次不經龍翔道並不停靠彩虹邨紅萼樓站，停靠啟泰苑站後直接由觀塘道連接觀塘繞道的支路駛入大老山隧道。
89D線具體停站請參考資訊框
89P
經：西沙路、恆康街、馬鞍山路、恆德街、亞公角街、石門交匯處、大老山公路、大老山隧道、觀塘道、觀塘道下通道、觀塘道及鯉魚門道。
部份班次不經斜體字之路段。
89P線具體停站請參考資訊框
89S
水泉澳開經：多石街、銀城街、插桅杆街、圓洲角巴士總站、插桅杆街、牛皮沙街、廣善街、小瀝源路、黃泥頭公共運輸交匯處、小瀝源路、大老山公路、石門交匯處、亞公角街、恆信街、恆泰路、馬鞍山路、恆康街、西沙路、馬鞍山路、錦英路、西沙路、烏溪沙路、耀沙路、彩沙街、耀沙路、烏溪沙路及沙安街。
逢星期一至五早上繁忙時間由水泉澳開出的班次不經斜體字之路段，改經沙田圍路駛入牛皮沙街。
烏溪沙站開經：沙安街、烏溪沙路、耀沙路、彩沙街、耀沙路、烏溪沙路、西沙路、錦英路、馬鞍山路、西沙路、恆康街、馬鞍山路、恆德街、亞公角街、石門交匯處、大老山公路、小瀝源路、黃泥頭公共運輸交匯處、小瀝源路、廣善街、牛皮沙街、插桅杆街、圓洲角巴士總站、插桅杆街、銀城街及多石街。
89S線具體停站請參考資訊框
X89D
泥涌開經：西沙路、馬鞍山繞道、西沙路、烏溪沙路、耀沙路、彩沙街、耀沙路、烏溪沙路、沙安街、烏溪沙站公共運輸交匯處、沙安街、西沙路、錦英路、馬鞍山路、大老山公路、大老山隧道、太子道東、觀塘道、偉業街、天橋、啟祥道、宏照道、常悅道、常怡道、宏照道、海濱道、順業街、偉業街及觀塘碼頭通道。
逢星期一至五（公眾假期除外）07:34由泥涌開出的班次，加經斜體字之街道。
觀塘碼頭開經：偉業街、勵業街、海濱道、宏照道、啟祥道、偉業街、觀塘道、龍翔道天橋、龍翔道、大老山隧道、大老山公路、馬鞍山路、錦英路、西沙路、沙安街、烏溪沙站公共運輸交匯處、沙安街及西沙路。
X89D線具體停站請參考資訊框
註：

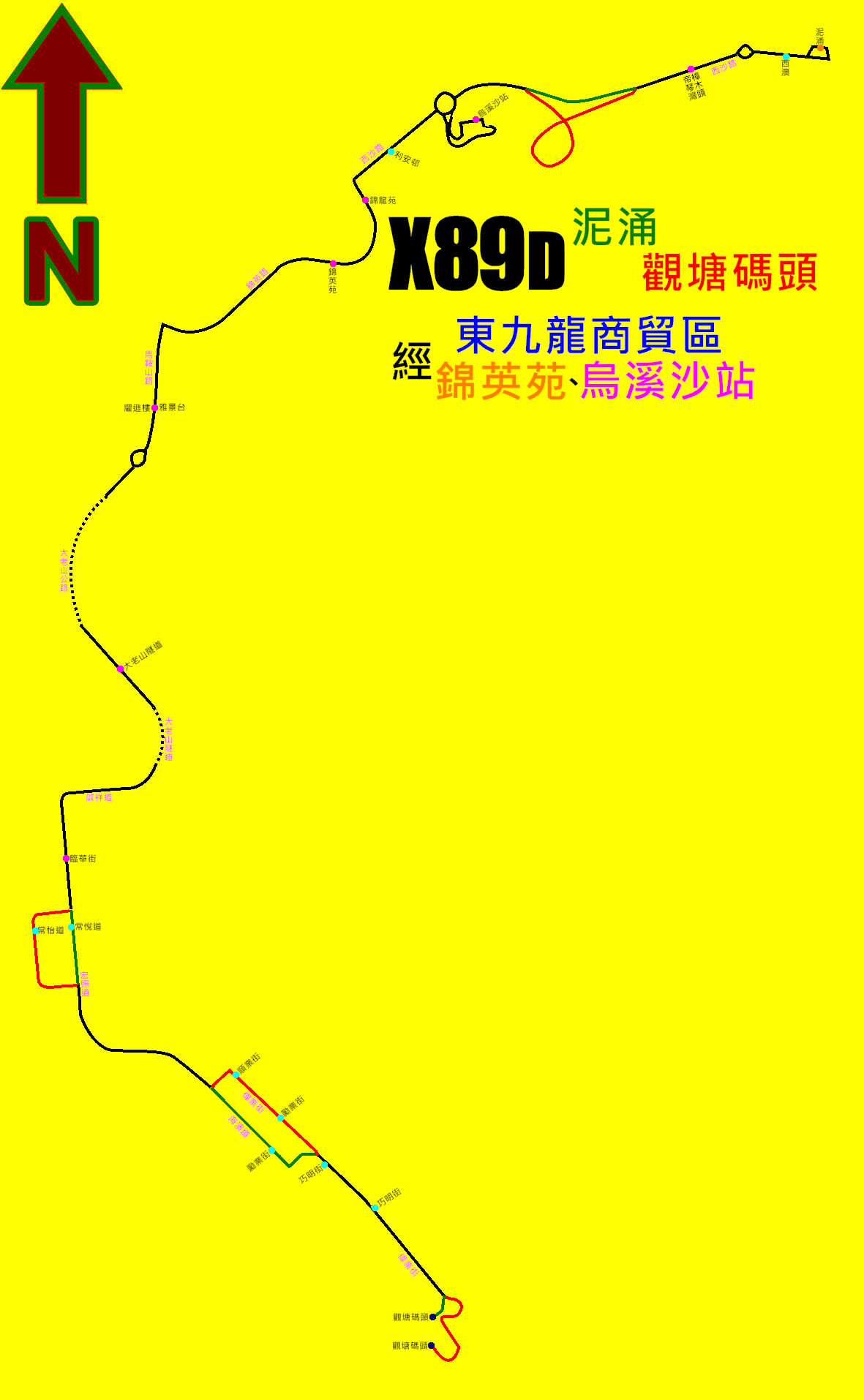
X89D線的走線圖

1. 89D、89P及X89D線車長可因應交通情況，途經大老山公路及小瀝源路巴士專線前往大老山隧道。

## 營運狀況
本路線開辦前，由馬鞍山往返觀塘區，主要依靠89C線，但自從本線提升至每天全日服務後，由於本線不用繞經石門及小瀝源路，加上繁忙時段班次不用繞經廣源邨，而且當時車費比89C線只貴2角（非空調巴士），故取代該線成為耀安邨及恆安邨一帶來往觀塘區的主要路線。另外馬鞍山鐵路通車後，由於需要兩次轉車，且車費較貴，因此對本線客量影響甚微，本線更需加密班次減輕負荷。巴士往馬鞍山方向幾乎所有班次駛進彩虹甚至九龍灣離開時經已滿座甚至頂閘，往九龍方向亦在大老山隧道經常難以登車，在平日繁忙時間及假日因而經常出現「頂閘」情況，所以本線客量一直維持極高水平。
運輸署在2016-2017年度沙田區巴士路線計劃提出將83X線提升至全日服務，取代本線繞經黃泥頭的安排，最終該線於2017年8月19日獲提升至全日服務，從此廣源邨及黃泥頭居民可全日乘坐該線來往觀塘區。但由於有部分黃泥頭居民及區議員反對方案，本線全日撤出黃泥頭的安排其後被撤回，致使馬鞍山居民不滿。因此九巴建議開辦89S線來往黃泥頭及烏溪沙站，以取代本線往返黃泥頭及馬鞍山的服務，而本線全日來回程亦不再途經廣源邨和黃泥頭一帶，有關改動已於2017年12月9日實施。
為配合烏溪沙地區人口增長，運輸署及九巴於2017-2018年度巴士路線計劃中建議進一步延長X89D線，以泥涌為起點站。該項改動已於2018年10月29日實施，並增設回程服務。此外，泥涌是屬於大埔區，但由於地理位置是接近馬鞍山，所以該線編號也是使用沙田區的80系列，而非大埔區的70系列。

## 外部連結
- 九巴89D線官方網站路線資料 （页面存档备份，存于）
- 九巴89D、89P、89S線詳細時間表 （页面存档备份，存于）